# Ściana ogniowa (budownictwo)

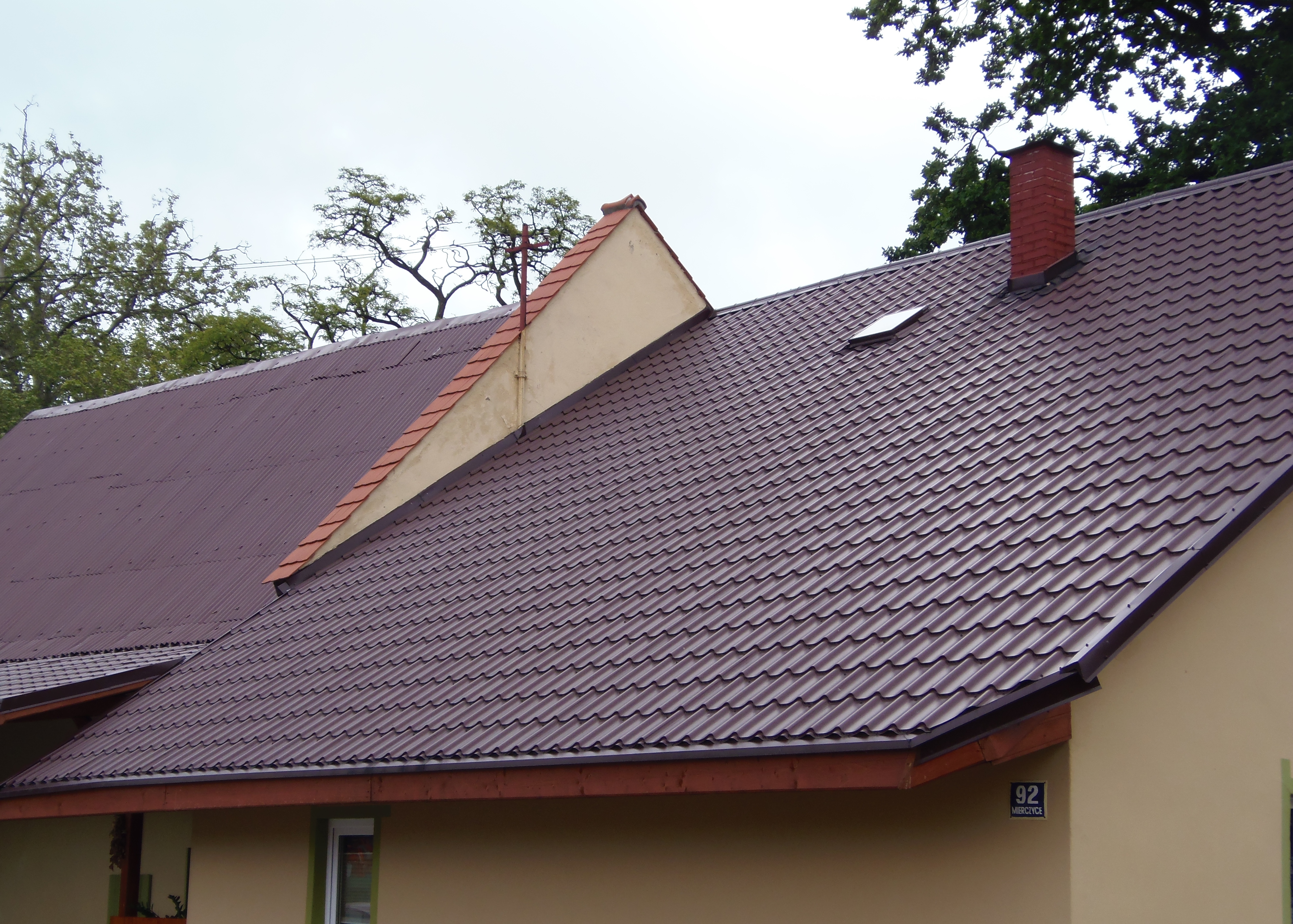
Ściana ogniowa oddzielająca dom mieszkalny od magazynu

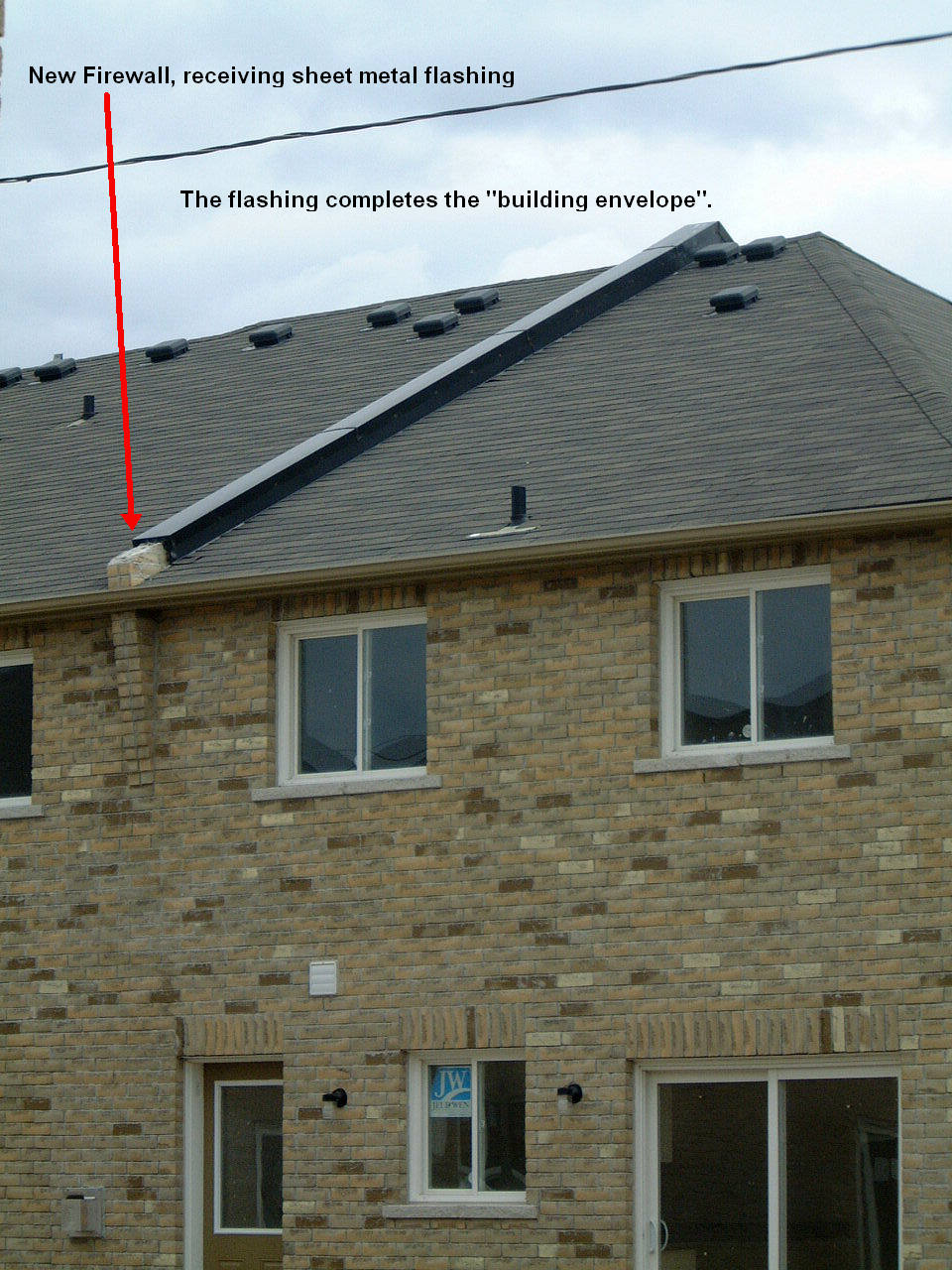
Ściana ogniowa na dachu budynku

Ściana ogniowa (zwana też ogniomurem) – ściana o wzmocnionej, niepalnej konstrukcji wznoszona między budynkami w zabudowie zwartej, wystająca wysoko ponad dach, mająca zapobiegać szybkiemu rozprzestrzenianiu się ognia, pożaru na inne budynki.